# Мюон
Мюон (или исторически мю-мезон, μ-мезон) е елементарна частица във физиката на елементарните частици. Мюонът е лептон от второ поколение класифициран в стандартния модел. Както всички лептони мюонът е фермион със спин 1/2 и отрицателен електрически заряд. По големина зарядът му е равен на този на електрона, но масата му на покой е значително по-голяма. Антимюонът (μ+) носи същия по големина, но положителен електрически заряд. Частицата е открита през 1936 г. от Карл Дейвид Андерсън при неговите изследвания на космическото лъчение.

## Време на живот
След неутриното и електрона, мюонът е най-леката материална частица, макар че е нетраен. Най често наблюдаваното разпадане (понякога) се нарича разпад на Мишел, по името на френския физик Луи Мишел.
Средното време на живот τ = ħ/Γ, на (положителен) мюон е 2,1969811 микросекунди и то съвпада с това на анти-мюона при точност от порядъка на 10-4.